# برهان‌الدین نعمانی
ابراهیم بن علی نعمانی با لقب برهان‌الدین (۱۴۲۵–۱۴۹۲م) (نسب: ابراهیم بن علی بن احمد بن برکه) فقیه شافعی و محدث مصری در سدهٔ نهم هجری/پانزدهم میلادی بود که به شعر نیز پرداخت. آثاری در شرح‌نویسی و نظم و گردآوری حدیث دارد. از خاصان متوکل پیش از استقرار در خلافتش شمرده می‌شود. سپس به عنوان قاری حدیث نزد او در ماه‌های رمضان انتخاب شد. زاویهٔ نعمانیه را بر ساحل نیل بنیان نهاد که باشگاه دانشمندان بود.